# Goniodorididae
Goniodorididae H. Adams & A. Adams, 1854 è una famiglia di molluschi nudibranchi.

## Tassonomia
La famiglia comprende i seguenti generi:
- Ancula Lovén, 1846
- Goniodoridella Pruvot-Fol, 1933
- Goniodoris Forbes & Goodsir, 1839
- Lophodoris G.O. Sars, 1878
- Murphydoris Sigurdson, 1991
- Okenia Menke, 1830
- Spahria Risbec, 1928
- Trapania Pruvot-Fol, 1931

### Alcune specie

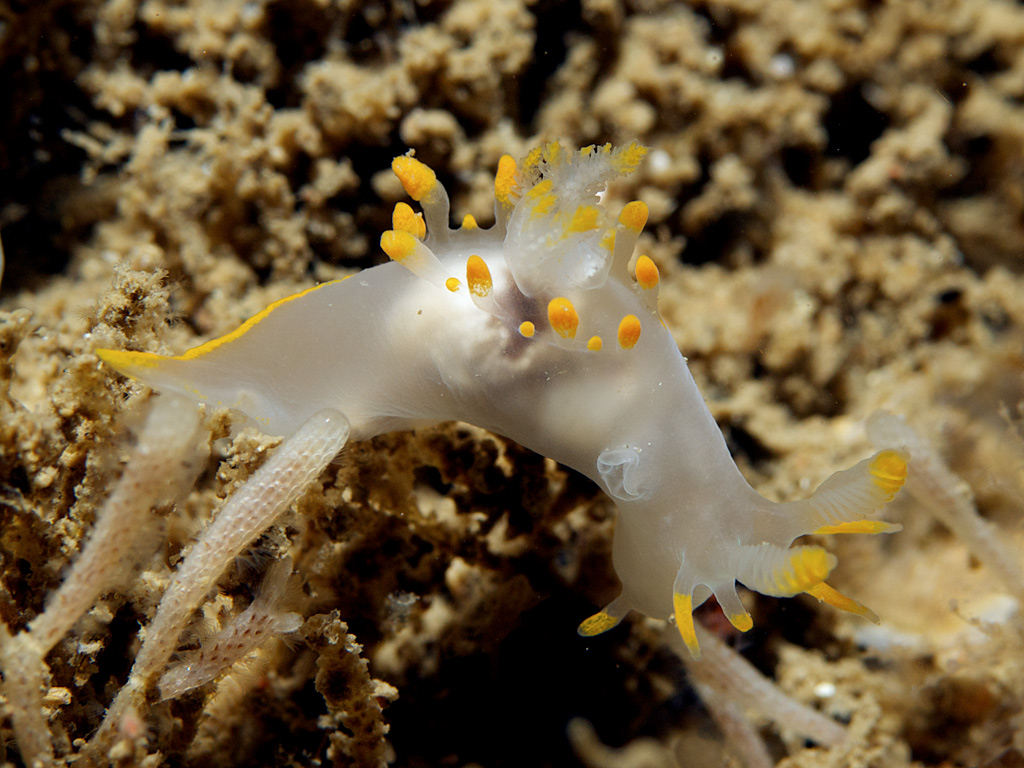
Ancula gibbosa
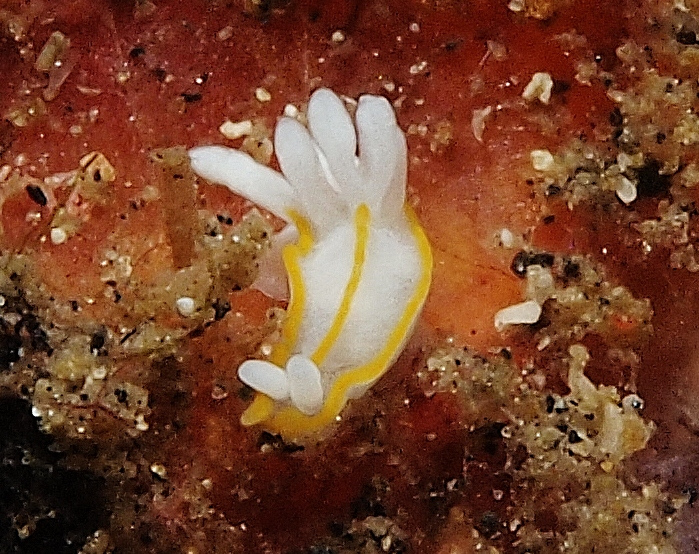
Goniodoridella savignyi
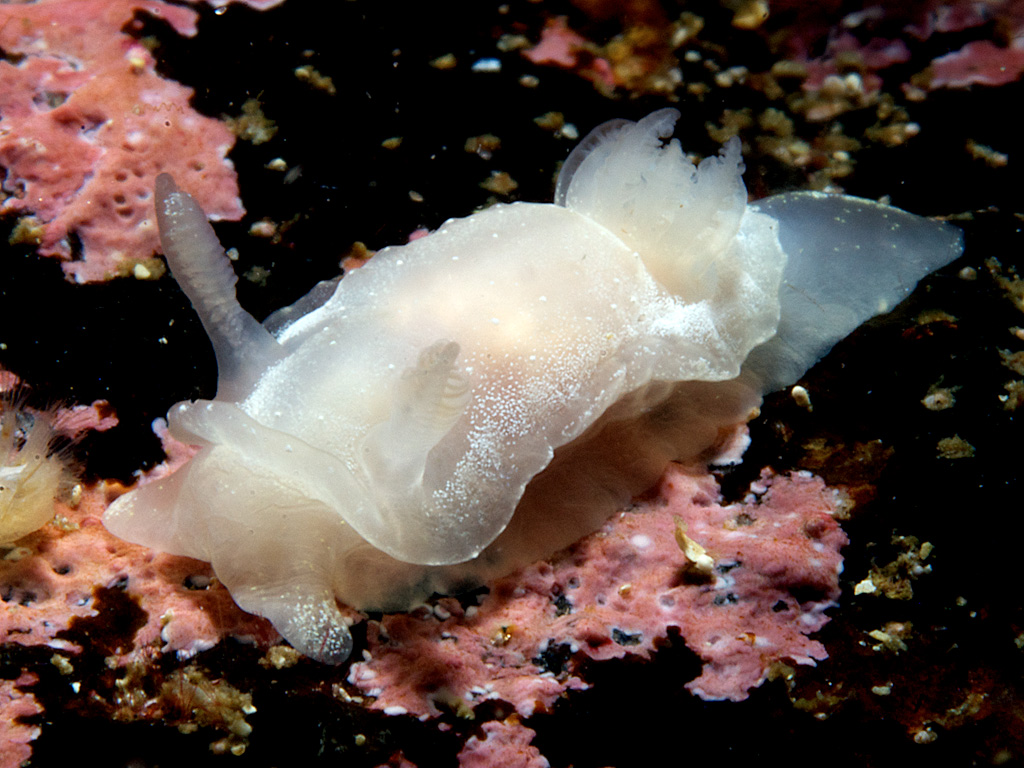
Goniodoris nodosa
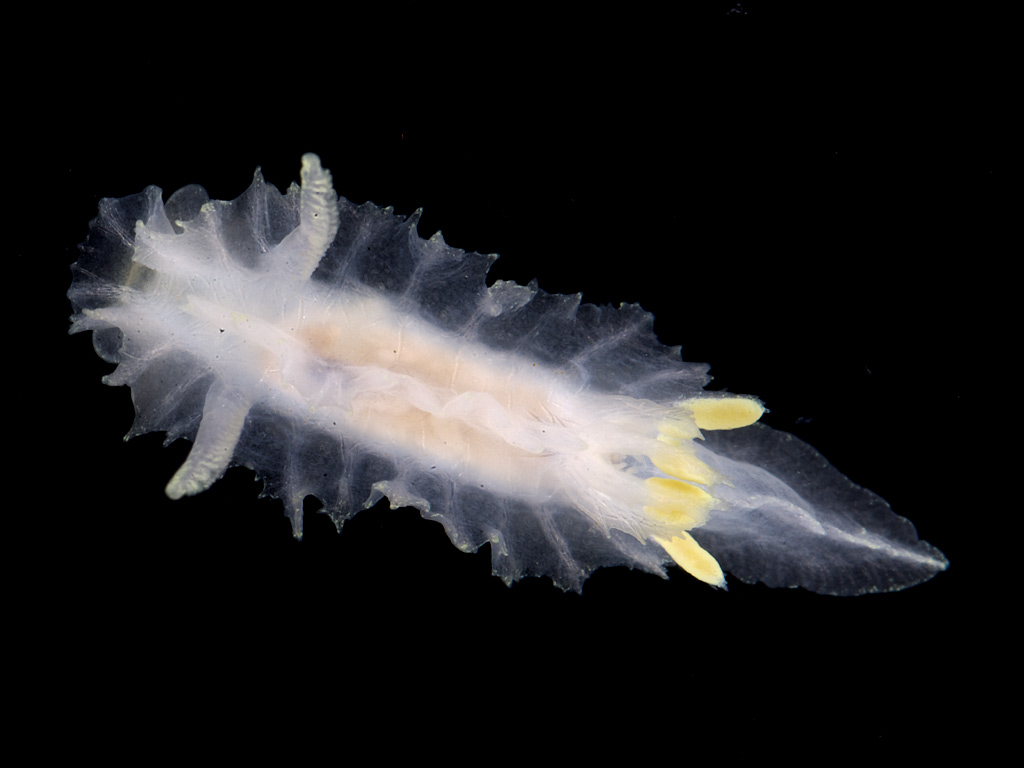
Lophodoris danielsseni
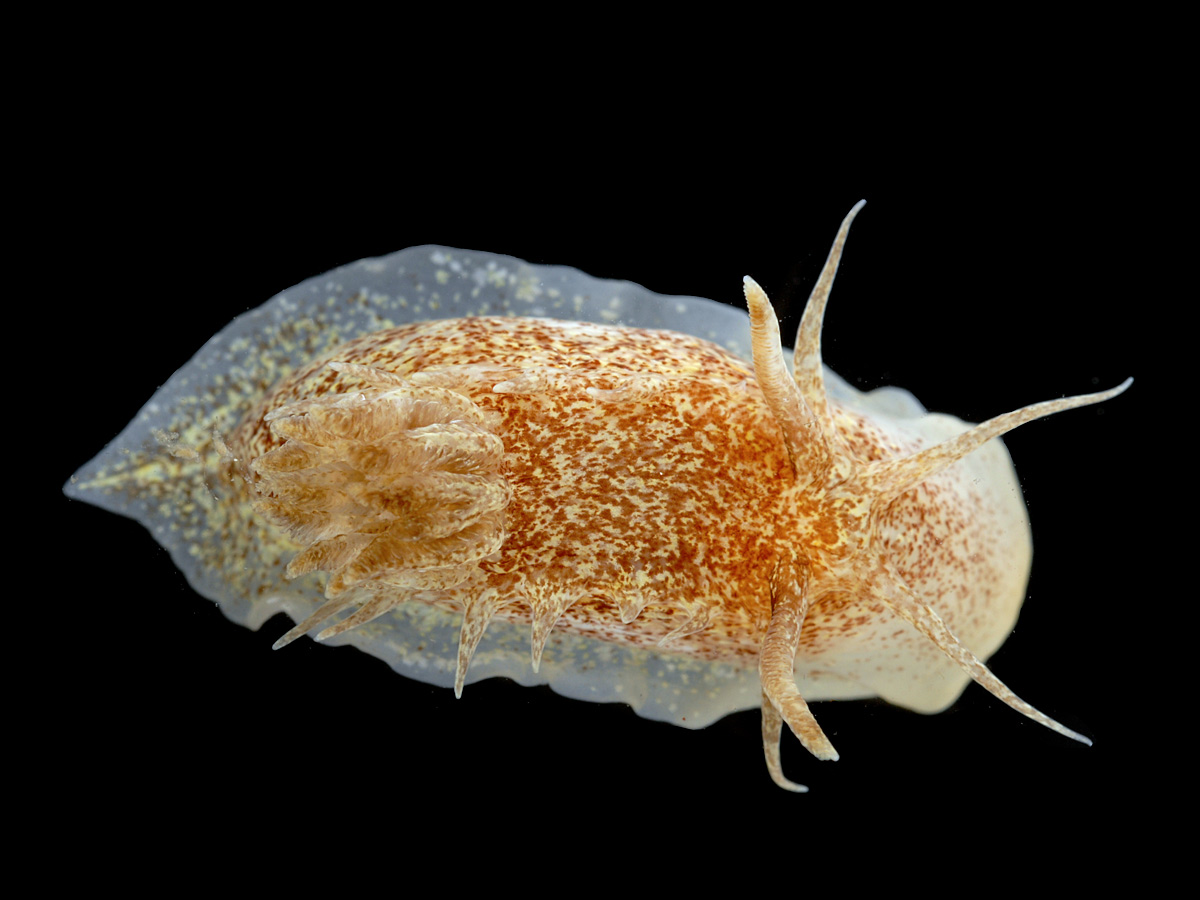
Okenia pulchella
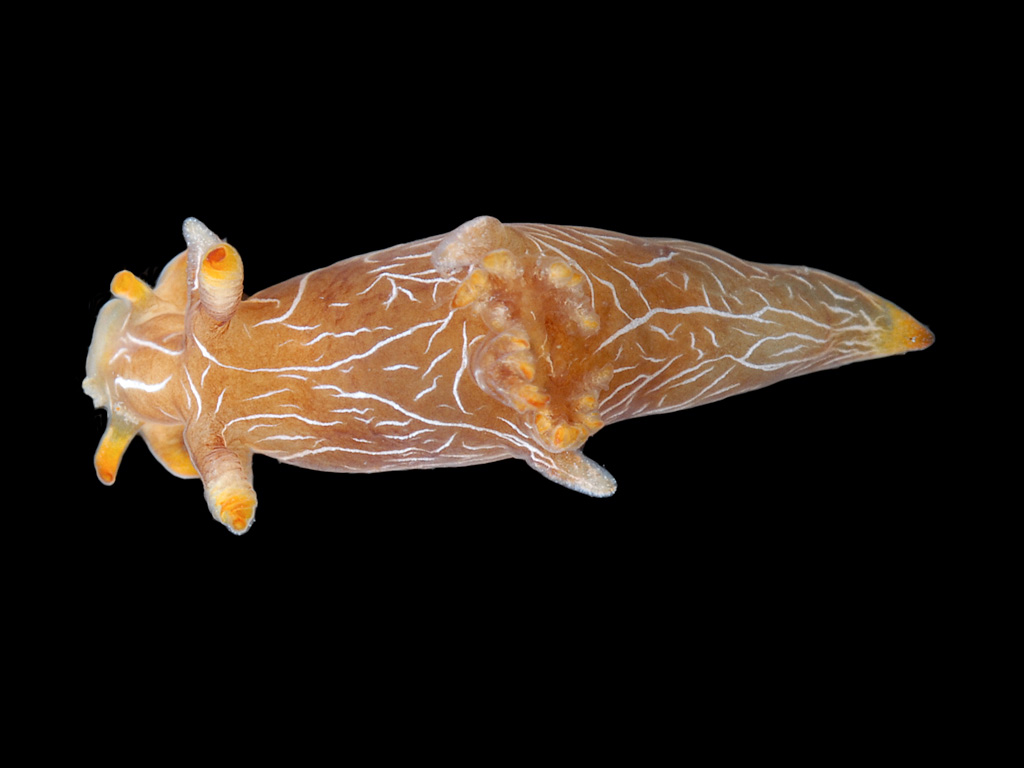
Trapania cirrita